# Egyenlítői-Guinea nyelvei

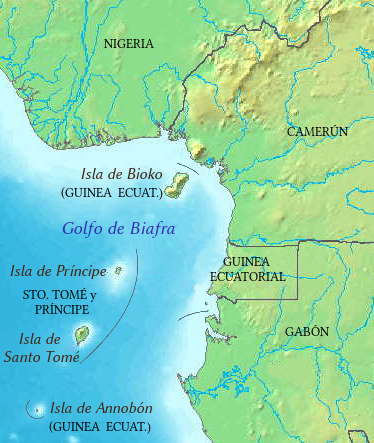
Egyenlítői-Guinea elhelyezkedése

Egyenlítői Guineában több nyelvet beszélnek: hivatalos a spanyol és a francia, valamint jelen van több, a nyugati bantu nyelvekhez tartozó bennszülött nyelv is (fang, bubi, ndowé, bisió, bujeba). Annobón szigetén egy portugál kreol nyelvet, a Fa d’Ambót beszélik. Egyenlítői-Guinea az egyetlen ország Afrikában, ahol a spanyol hivatalos nyelv, és az egyetlen a Földön, ahol egyszerre hivatalos a spanyol és a francia. A hivatalos nyelvek közül a lakosság elsöprő többsége a spanyolt ismeri, a franciát alig beszélik.

## A spanyol nyelv Egyenlítői-Guineában

### Története
Az országot, amelyet a 15. században fedeztek fel portugál hajósok, 1778-ban kapták meg a spanyolok az El Pardó-i szerződés értelmében, de ők csak a 19. század második felében kezdtek telepeket létesíteni. Az ország 1968-ban vált függetlenné, ám az első elnök, Francisco Macías Nguema 11 éves uralma alatt üldözték a spanyol nyelvet (bár a törvényeket továbbra is spanyolul fogalmazták meg, és a nemzetközi kapcsolatokban is a spanyolt használták), és csak 1979-től, Teodoro Obiang Nguema Mbasogo elnöki hivatalba való beiktatásától kezdett újból elterjedni. Az 1982-es alkotmány tette hivatalos nyelvvé a franciával együtt, azóta a spanyol vált az oktatás és a különböző népcsoportok közötti kommunikáció fő nyelvévé.

### Helyzete
A spanyol nyelvet Egyenlítői-Guineában szinte senki sem beszéli anyanyelvként, ám második nyelvként annál többen: összesen a lakosság mintegy 90%-a használja. Egy 21. század eleji felmérés szerint 13,7% volt azok aránya, akiknek elsődleges, 74% pedig azoké, akiknek második nyelve a spanyol, míg 12,3% nem ismerte. Bár az oktatás nyelve az egész országban kizárólag a spanyol, sok esetben még maguk a tanárok sem ismerik teljesen a nyelvet, a diákok otthon szinte csak saját bantu nyelveiken beszélnek, a lakosság pedig nem nagyon szokott könyveket olvasni (nincs is könyvtár az országban), ezért a közeljövőben nem is várható, hogy jelentősen emelkedni fog az anyanyelvi beszélők aránya.
2013 végén vagy 2014 elején megalakult az Egyenlítői-Guineai Spanyol Nyelvi Akadémia is.

### Oktatása
Az iskolai oktatás nyelve a spanyol, az 1995-ben alapított malabói Universidad Nacional de Guinea Ecuatorial (UNGE) egyetemen is spanyolul tanítanak. Az egyetem 1997 óta együttműködik az Alcalá de Henares-i egyetemmel is a spanyol nyelv Afrikában való terjesztésének érdekében: a szomszédos országokban is erős az érdeklődés a spanyol iránt, de mivel Egyenlítői-Guineában is sokan vannak, akik csak alacsony szinten ismerik a nyelvet, az ő számukra is tartanak tanfolyamokat. Ugyancsak tartanak tanfolyamokat országszerte a spanyol kulturális központok is, köztük például 2003 óta a fővárosi CCEM (Centro Cultural Español de Malabo).

## A francia nyelv Egyenlítői-Guineában
A francia nyelvet főként azért nyilvánították hivatalossá, mert a környező országok (főként az Egyenlítői-Guineával szomszédos Kamerun és Gabon) francia nyelvűek. Bár kötelezően tanítják az iskolában is, a lakosság köreiben egyáltalán nem terjedt el, leginkább csak a kormányzat használja, amikor az előbb említett országokkal tart kapcsolatot.

## Bennszülött nyelvek
Egyenlítői-Guinea lakóinak anyanyelve általában a nyugati bantu nyelvekhez tartozó bennszülött nyelvek (fang, bubi, ndowé, bisió, bujeba) közül kerül ki, közülük messze a legnagyobb arányban a fangot beszélik, a második a bubi. Az azonos népcsoporthoz tartozó lakosok leginkább saját nyelvükön kommunikálnak egymással. Mivel azonban ezek a nyelvek nem rendelkeznek számottevő írásbeliséggel, csak „szájról szájra” terjednek, annak ellenére is megfigyelhető fokozatos térvesztésük, hogy jelen vannak a tömegkommunikációban is és több mozgalom is tevékenykedik megmaradásukért. Fennmaradásukat nehezíti az is, hogy ezek a nyelvek nem is egységesek, a fangon belül például létezik a ntumu és az okak nyelvjárás, valamint a bubi és a ndowé is tájegységenként különböző változatokkal rendelkezik.

## Egyéb nyelvek
Annobón szigetén a legelterjedtebb egy portugál kreol nyelv, a Fa d’Ambó. Főként Bioko szigetén, ahol a főváros, Malabo is található, nem elhanyagolható az angol nyelv hatása sem. 1827 és 1843 között Malabo Port Clarence néven angol uralom alatt állt, és még az 1860-as években készült beszámolók szerint is angolul beszéltek a városban. Ezen kor „maradványa” a pichi vagy pichinglis néven emlegetett pidzsin nyelv, amelyet még ma is elterjedten használnak a sziget különböző népcsoporthoz tartozó lakói az egymás közötti kommunikációhoz. Szintén az angol terjedését segíti az utóbbi évtizedekben Egyenlítői-Guineában nagy számban megtelepedett észak-amerikai olaj- és egyéb vállalatok jelenléte.
Bár a lakosok nem beszélik a portugál nyelvet, az ország éveken keresztül próbált belépni a portugál nyelvű országok közösségébe is. Politikai okokból (mivel Egyenlítői-Guineában alkalmazható halálbüntetés) Portugália folyamatosan megvétózta ezt a törekvést, végül 2014 nyarán sikerült a csatlakozás.